# Poggio-di-Venaco
Poggio-di-Venaco (korsisch U Poghju di Venacu; italienisch Poggio di Venaco) ist eine Gemeinde im französischen Département Haute-Corse auf der Mittelmeerinsel Korsika. Sie gehört zum Kanton Corte im Arrondissement Corte. Die Bewohner nennen sich Poggiolais oder Pughjulacci.

## Geografie
Die Gemeinde liegt durchschnittlich auf 630 Metern über dem Meeresspiegel und wird von der Eisenbahnlinie Bastia – Ajaccio der Chemins de fer de la Corse durchquert.
Poggio-di-Venaco grenzt im Norden an Corte und Santa-Lucia-di-Mercurio, im Nordosten an Favalello, im Osten an Sant’Andréa-di-Bozio, im Südosten an Erbajolo, im Süden an Riventosa und im Westen an Casanova.

## Bevölkerungsentwicklung
| Jahr      | 1962 | 1968 | 1975 | 1982 | 1990 | 1999 | 2006 | 2014 |
| --------- | ---- | ---- | ---- | ---- | ---- | ---- | ---- | ---- |
| Einwohner | 208  | 176  | 167  | 132  | 95   | 136  | 181  | 207  |

## Sehenswürdigkeiten
- Kirche Saint-Cyr (korsisch San Quilicu)
- Kapelle Saint-Roch (korsisch San Roccu)

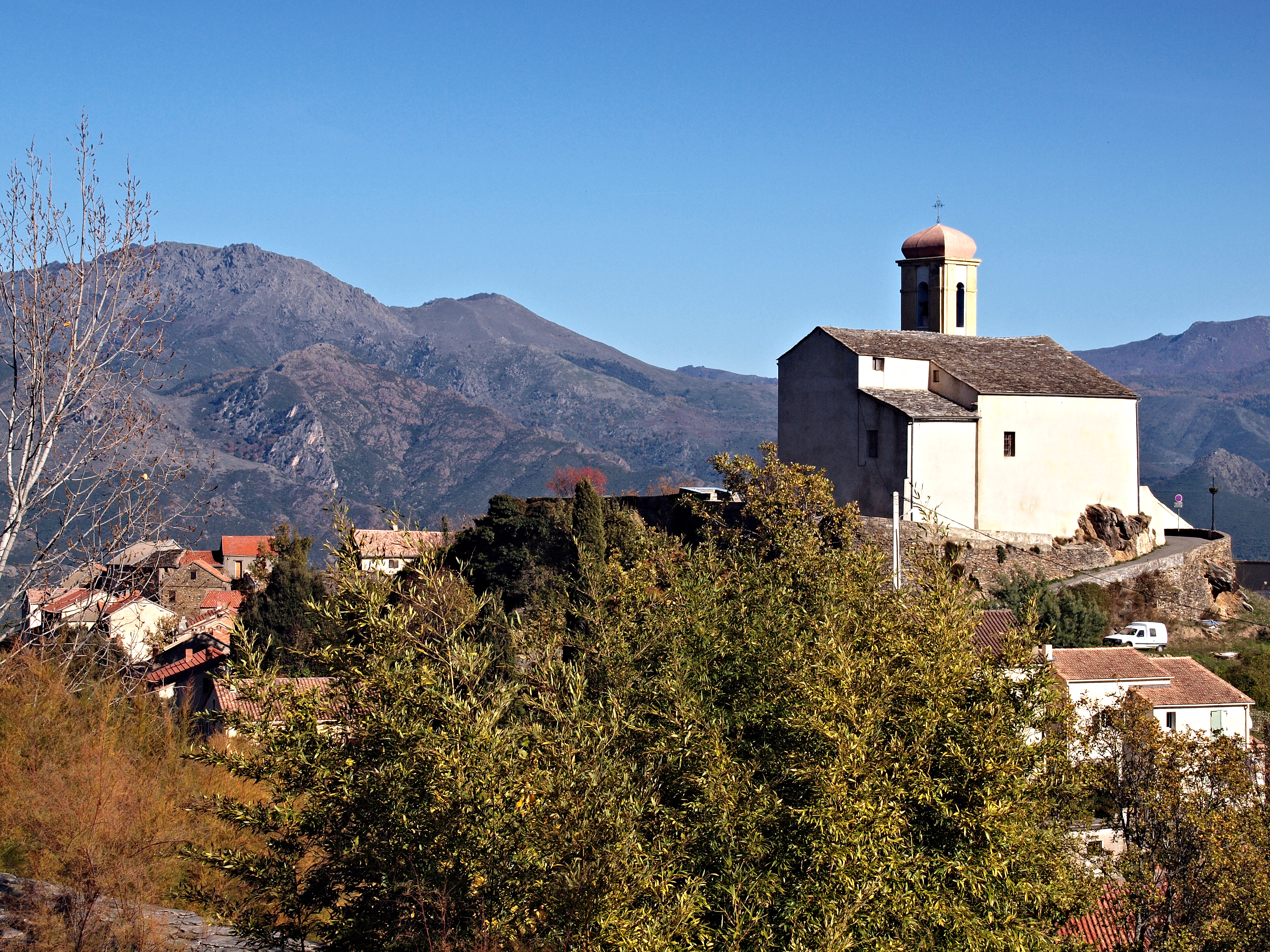
Kirche Saint-Cyr
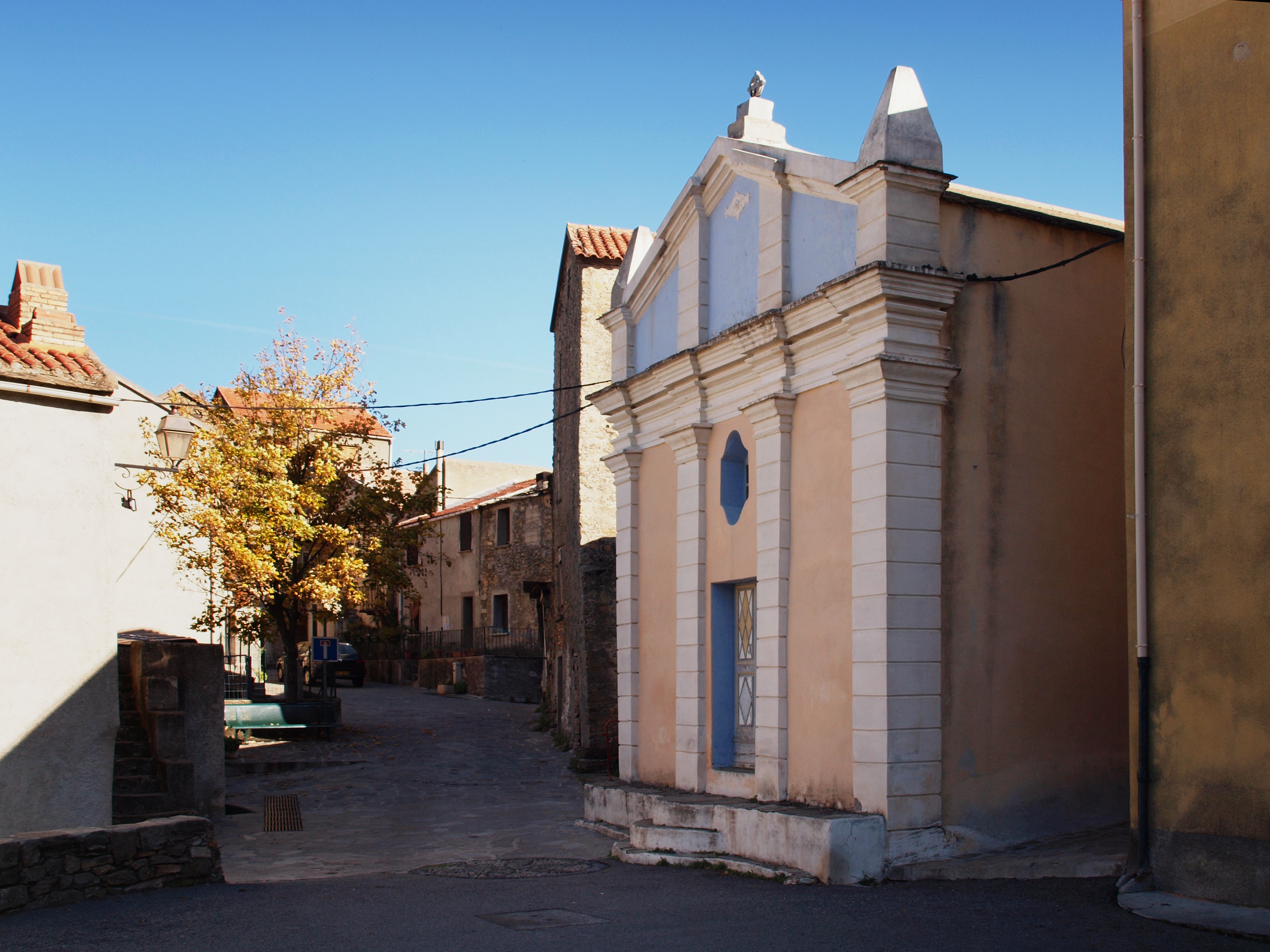
Kapelle Saint-Roch
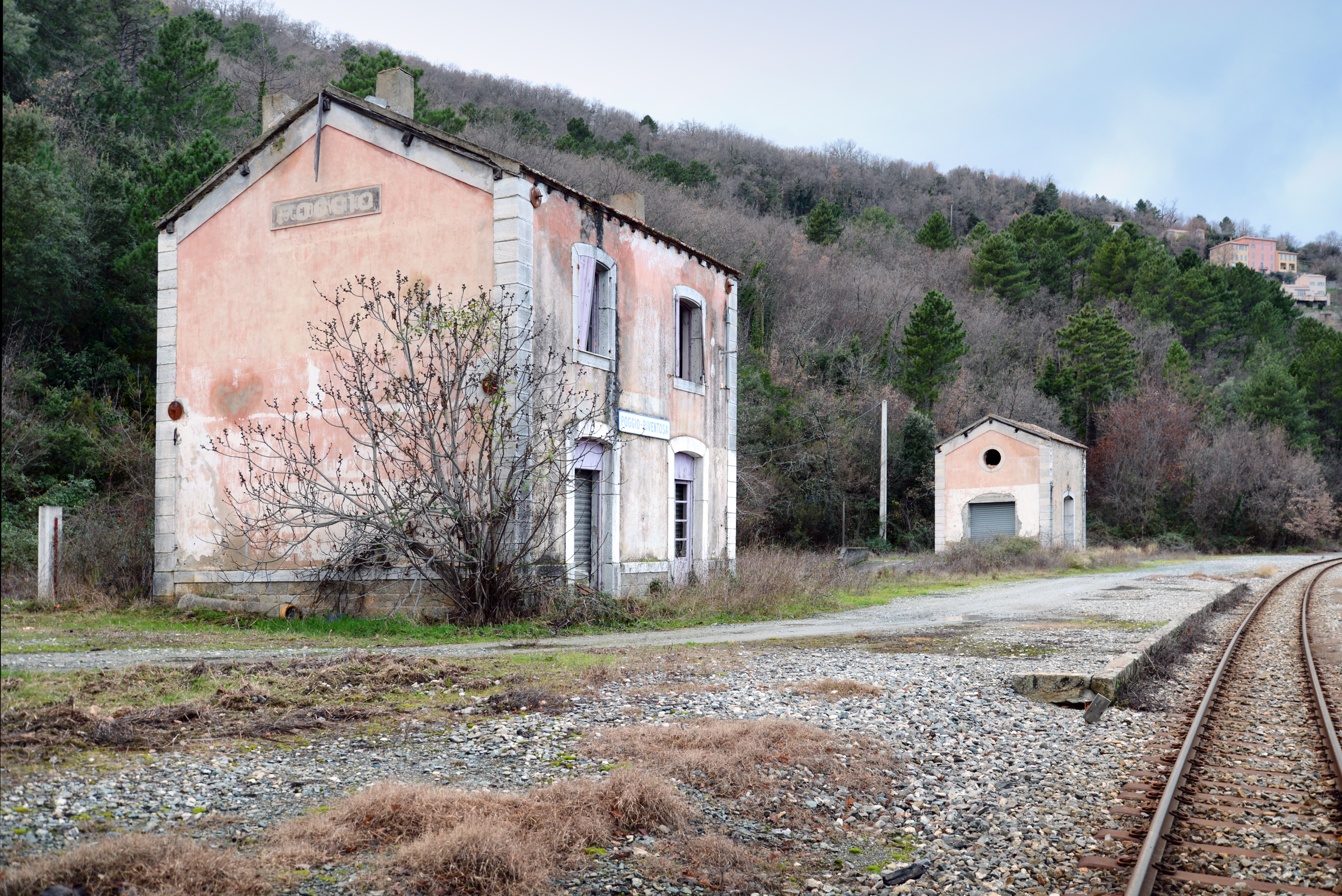
Ehemaliger Bahnhof von Poggio-di-Venaco